# Джеффрі Дамер
Джеффрі Лайонел Дамер (англ. Jeffrey Lionel Dahmer; 21 травня 1960 — 28 листопада 1994) — американський серійний убивця, жертвами якого стали 17 юнаків та чоловіків у період між 1978 і 1991 роками. Усі злочини, крім одного, були здійснені в Мілвокі з 1987 по 1991 рік. Злочини Дамера вирізнялися винятковою жорстокістю: трупи жертв він ґвалтував і вживав у їжу. Суд визнав Дамера осудним і засудив до п'ятнадцяти довічних термінів. У 1994 році Дамер був убитий співкамерником Крістофером Скарвером.

## Біографія

### Дитинство і юність
Джеффрі Дамер народився 21 травня 1960 року в Мілвокі, штат Вісконсин, у сім'ї Лайонела й Джойс Дамер. Його батьки одружилися в серпні 1959 року, до моменту народження Джеффрі батько закінчував навчання в університеті. Пізніше родина переїхала в Айову, де Лайонел у 1966 році захистив докторську дисертацію з хімії в Університеті штату Айова. Тоді ж народився другий син Девід, а Лайонел отримав роботу в Акроні (Огайо), у передмісті якого Дамери оселилися.
У шестирічному віці Джеффрі переніс операцію з вправлення двобічної пахової грижі, після операції він став більш замкнутим і вразливим. Лайонел Дамер пізніше повідомляв співробітнику служби виконання покарань, що у вісім років Джеффрі пережив сексуальне насильство з боку сусіда, однак сам Дамер заперечував це. У дитинстві Джеффрі кілька разів переїжджав разом з родиною, у нього не було постійних друзів. Між батьками часто відбувалися сварки, Джойс один раз була змушена лягти в психіатричну клініку. Коли Дамер вчився в старших класах, його батьки розлучилися. Починаючи з тринадцяти років, Дамер став усвідомлювати свою гомосексуальність, незабаром він отримав перший досвід гомосексуальних пестощів із приятелем. У школі Дамер був відлюдькуватим, часто пив і вважався місцевим блазнем, проте водночас він грав у теніс, писав для шкільної газети й був кларнетистом в оркестрі.
Під час навчання в школі у Дамера розвинувся потяг до мертвих тварин. Він збирав трупи або частини тіл і зберігав їх у будинку в пляшках з формальдегідом, який брав у батька, а на задньому дворі влаштував кладовище тварин. Одночасно він часто уявляв, що бере участь у сценах одностатевого сексу, некрофілії й розчленування трупів.

### Перше вбивство і служба в армії
Своє перше вбивство Дамер здійснив у вісімнадцять років, через кілька тижнів після розлучення батьків і закінчення школи, 18 червня 1978 року. Джойс поїхала на декілька днів з Девідом, а Лайонел жив у мотелі. Дамер підібрав вісімнадцятирічного автостопщика Стівена Гікса й запросив до себе. Вони пили пиво, курили марихуану та, за деякими джерелами, займалися сексом (деякі автори це заперечують). Коли після 9 годин перебування в гостях Гікс захотів піти, Дамер приглушив його ударом гантелі по голові, а потім задушив. Далі Дамер розрізав труп, склав шматки тіла в пластикові мішки для сміття й закопав їх під будинком.
У тому ж 1978 році Лайонел одружився вдруге, його дружину звали Шарі. Дамер вступив в Університет штату Огайо, але в першому ж семестрі був відрахований за пияцтво й погане навчання. Навесні 1979 року Дамер підписав контракт на три роки служби в армії. Він пройшов півторамісячні курси підготовки санітара в Сан-Антоніо й був направлений на американську базу в Баумхольдері (Німеччина). У 1981 році Джеффрі був достроково звільнений за пияцтво.
Короткий час Дамер жив у Маямі, штат Флорида, потім повернувся в Огайо. Там Дамер відкопав тіло Гікса, розбив кістки кувалдою й викинув у яр. За наполяганням батька Дамер переїхав жити до бабусі у Вісконсин. У наступні роки він був двічі заарештований за непристойну поведінку (другий раз — за мастурбацію в присутності двох хлопчиків) й змінив кілька робіт. У 1985 році він влаштувався на постійній основі на шоколадну фабрику.

### Серійні вбивства
20 листопада 1987 року Дамер у номері готелю «Амбассадор» убив свою другу жертву, 25-річного Стівена Туомі. Дамер не пам'ятав, як сталося вбивство. Він познайомився з Туомі в гей-барі, вони добряче випили, потім зняли номер у готелі. Вранці Дамер виявив у ліжку поряд з собою труп Туомі. Джеффрі помістив тіло у валізу й привіз на таксі в будинок бабусі, де після сексуальних маніпуляцій залишив його в підвалі. Через тиждень Дамер розчленував труп і викинув останки на смітник.
Дамер виробив тактику знаходження жертв. Він знайомився з ними в барах (часто це був мілуокський клуб «219») і пропонував позувати оголеними. Коли жертви приходили до нього додому, Дамер накачував їх наркотиками, займався сексом, а потім душив. З часом у Дамера розвинулися некросадистські нахили: він займався сексом з понівеченими трупами й виготовляв фетиші з частин тіл. Як правило, його жертвами ставали представники сексуальних меншин. Дамер хотів, щоб його коханці були слухняні, як зомбі. З цією метою він ставив над ними експерименти — проводив примітивну лоботомію, просвердлюючи отвори в черепі за допомогою електричного дриля й кислоти.
У перші місяці 1988 року в будинку бабусі Дамер убив ще двох осіб. 25 вересня 1988 року Дамер переїжджає у квартиру на Північну 24-у вулицю в Мілвокі. Наступного дня він привів до себе тринадцятирічного лаоського хлопчика на ім'я Анукон Синтасомфон, зробив фотографії й після пестощів напоїв алкоголем із дозою снодійного. Незважаючи на велику дозу, Синтасомфон зміг втекти й розповісти батькам про подію. Уранці Дамеру були пред'явлені звинувачення в сексуальному домаганні. В очікуванні суду він був випущений під заставу. Поліція підняла архіви й виявила, що Дамер уже двічі притягувався до відповідальності за непристойну поведінку. Дамера обстежили три психіатри, які прийшли до висновку, що він страждає від алкоголізму і йому бракує мотивації для лікування. На суді Дамер визнав, що робив фотографії, проте заперечував будь-які сексуальні зносини й навмисне використання снодійного, а також заявив, що хлопчик здавався старшим за свій вік. Обвинувач Гейл Шелтон вимагав п'ять років ув'язнення, але суд засудив Дамера тільки до року ув'язнення у виправній установі (Дамер міг ходити на роботу, але проводив ночі в камері) і п'яти років випробувального терміну. Через десять місяців він був відпущений додому. 
25 березня 1989 року, перебуваючи під слідством, Дамер убив темношкірого гомосексуала Ентоні Сірса.
14 травня 1990 року Дамер оселився у квартирі № 213 за адресою Північна 24-а вулиця, 924. До кінця року він убив чотирьох осіб, а в перші місяці 1991 року — ще трьох.
27 травня 1991 року чотирнадцятирічний лаосець Конерак Синтасомфон (за збігом обставин брат Анукона Синтасомфона), якого напередодні Дамер привів додому, зміг вибратися з квартири. Оголеного й закривавленого хлопчика, який перебував під впливом наркотиків, виявили дві молоді темношкірі жінки й викликали поліцію. Коли до місця події прибули поліцейські, Дамер переконав їх, що хлопець — його коханець, між ними сталася сварка й втручання поліції не потрібно. Поліцейські провели Дамера й Синтасомфона назад у квартиру й поїхали. При цьому вони відчули неприємний запах, що йшов, як пізніше з'ясувалося, від тіла Тоні Г'юза (убитого 24 травня), яке розкладалося, але не надали цьому значення. У той же день Синтасомфон був убитий і розчленований. Після арешту Дамера поліцейські Джон Балсерзак і Джозеф Гебриш, які повернули Конерака Дамеру, були звільнені зі служби, але пізніше були поновлені. У 2005 році Балсерзак був обраний президентом Мілуокської поліцейської асоціації.
Останні вбивства Дамер здійснював приблизно раз на тиждень: 30 червня, 5, 15 і 19 липня. Його останньою, сімнадцятою, жертвою став двадцятип'ятирічний Джозеф Брейдхофт. 15 липня Дамер був звільнений із шоколадної фабрики за прогули.

### Арешт і суд
22 липня 1991 року Дамер запросив до себе Трейсі Едвардса. Коли Джеффрі спробував надіти на нього наручники, Едвардс вирвався й вибіг на вулицю з наручниками, що звисали з лівої руки. Він привернув увагу двох поліцейських, які вирішили піднятися до Дамера. У квартирі поліцейські виявили фотографії розчленованих трупів і фрагменти людських тіл. У холодильнику були знайдені три голови, серце та інші нутрощі. У туалеті Дамер зберігав каструлю з кистями рук і пенісом, два черепи, ємності зі спиртом, хлороформом і формаліном, банки з чоловічими статевими органами. Черепа й кисті рук були виявлені в буфеті, тумбочці й у коробках. У шафі був знайдений людський скелет, скальп і геніталії. У 260-літровій бочці з кислотою Дамер тримав три людських торси.
Усього Дамер зізнався в сімнадцяти вбивствах, включно з вбивством Гікса в 1978 році. 25 липня 1991 року проти Дамера були висунуті звинувачення в чотирьох умисних вбивствах та було встановлено заставу в 1 мільйон доларів. 6 серпня були додані звинувачення ще у восьми вбивствах, а сума застави підвищена до 5 мільйонів доларів. Зрештою 22 серпня кількість звинувачень зросла до п'ятнадцяти. Для звинувачення в ще одному скоєному в Мілвокі вбивстві забракло доказів, а процес щодо вбивства Гікса повинен був відбутися пізніше в Огайо за місцем вчинення.
Процес розпочався 22 січня 1992 року. У період судових слухань були вжиті підвищені заходи безпеки: використання металошукачів, службових собак для пошуку вибухівки, сам Дамер перебував за куленепробивним склом. Адвокатом Дамера виступив Джеральд Бойл, який захищав Дамера у справі про домагання до Анукону Синтасомфону. Із 100 місць у залі суду 23 були відведені для журналістів, 34 — для членів сімей жертв Дамера і 43 — для глядачів.
Тактика захисту полягала в тому, що Дамер здійснив усі вбивства, у яких його звинувачують, але був психічно хворий і тому не міг нести за них відповідальність. У ході процесу Бойл докладно описував вбивства й сексуальні збочення, прагнучи переконати присяжних, що вони не могли бути здійснені здоровою людиною. Психіатри, які виступали й з боку обвинувачення, і з боку захисту, погодилися в тому, що Дамер страждав від некрофілії, але розійшлися в думках з приводу того, чи може некрофілія бути підставою звільнення від відповідальності. Обвинувач Макканн у ході процесу довів, що Дамер усвідомлював протизаконність своїх дій, міг контролювати свої дії як у повсякденному житті, так і здійснюючи вбивства, а самі вбивства були заздалегідь сплановані. 15 лютого 1992 року після п'ятигодинної наради суд присяжних визнав Дамера осудним і винним за всіма п'ятнадцятьма пунктами звинувачення й засудив його до п'ятнадцяти довічних ув'язнень, що технічно дорівнювало 957 (дев'ятистам п'ятдесяти семи) рокам ув'язнення (у штаті Вісконсин немає смертної кари). У своєму останньому слові Дамер сказав, що глибоко розкаюється й просить смерті, а не поблажливості.
Суд над Дамером став найдорожчим процесом в історії Мілвокі й залучив широку увагу преси; уперше процес над серійним убивцею транслювався по телебаченню. Велика увага приділялася соціальним аспектам. Так, інцидент з Конераком Синтасомфоном багато розглядали як прояв расистських і гомофобних настроїв поліції: поліцейські віддали перевагу за підозрілої ситуації повірити білому Дамеру, а не двом темношкірим жінкам і лаосцю, і не стали втручатися в, як їм здалося, сварку між двома гомосексуалами. Крім того, більшість жертв Дамера були кольоровими (серед них одинадцять чорношкірих) й гомо- або бісексуалами, а поліція тривалий час не докладала зусиль для розслідування. Процес також став прикладом спростування аргументу захисту про неосудність серійного вбивці: було показано, що для визнання обвинуваченого в серійних убивствах чи злочині на сексуальному ґрунті неосудним самої по собі жорстокості або дикості злочинів було недостатньо. Деякі коментатори говорили про те, що процес Дамера ознаменував кінець звільнення від кримінальної відповідальності внаслідок неосудності: по-перше, вердикт присяжних поставив дуже високу планку, по-друге, багато ЗМІ представили аргумент про неосудність як прогалину в законі, що давала змогу маніякам уникнути в'язниці.

### Вирок і смерть
У 1993 році будівлю, де була розташована квартира Дамера, було знесено. У 1993 році Дамер у телевізійному інтерв'ю разом з батьком висловив жаль з приводу того, що заподіяв душевних страждань родичам жертв. Наступного року Лайонел Дамер випустив біографічну книгу «Розповідь батька» (A father's Story). 
У травні 1994 року Джеффрі проходив лікування у зв'язку з тим, що його переслідували суїцидальні думки. 
3 липня 1994 року під час служби в тюремній церкві на Джеффрі Дамера скоїв напад в'язень-кубинець. Він намагався перерізати Дамеру горло лезом бритви, закріпленим у ручці зубної щітки. Дамер зазнав тільки поверхневих поранень.
28 листопада 1994 року Дамер був забитий до смерті ув'язненим Крістофером Скарвером, який відбував термін за пограбування і вбивство. Дамер, Скарвер і ще один ув'язнений, Джессі Андерсон, прибирали в душовій. Ув'язнені були залишені без нагляду на 20 хвилин, і за цей час Скарвер завдав Дамеру й Андерсону смертельні травми. Дамер, у якого був проломлений череп, помер дорогою в лікарню, Андерсон помер через два дні в госпіталі. Знаряддям вбивства був, за різними даними, металевий брусок або держак швабри, висловлювалася також думка, що Скарвер бив Дамера головою об стіну.
Коли Скарвер повернувся в камеру, охоронець запитав його, чому той не працює, Скарвер відповів: «Господь сказав мені зробити це. Ви почуєте про це в шестигодинних новинах. Джессі Андерсон і Джеффрі Дамер мертві». Раніше Скарвер намагався симулювати неосудність і говорив, що чує голос Бога. Можливим мотивом вбивства часто називали расизм: афроамериканець Скарвер виявляв ненависть до білих, більшість жертв Дамера були афроамериканцями, а Андерсон намагався звалити вбивство дружини, за яке він відбував термін, на двох темношкірих. Лише у 2015 році Крістофер Скарвер дав інтерв'ю газеті New York Post, у якому детально розповів про те, як розвивалися події рано-вранці 28 листопада 1994 року. Як істинний мотив вбивства Скарвер вказав особисту неприязнь відносно Джеффрі Дамера через його поведінку у в'язниці, його забав і гумор. В інтерв'ю Скарвер уточнив, що знаряддям вбивства став металевий прут, а не держак від швабри, як повідомлялося раніше.
Тіло Дамера зберігалося в холодильнику близько року, у вересні 1995 року було кремовано. Батько Дамера не дав дозволу на використання мозку сина в наукових цілях. Попіл, що залишився після кремації Дамера, був розділений на дві рівні частини — одна половина дісталася рідній матері Дамера, іншу половину отримали батько й мачуха.
За позовом родичів одинадцяти жертв Дамера його майно було розподілене між ними. У 1996 році юрист Томас Джейкобсон, який представляв інтереси потерпілих, оголосив про плани провести аукціон для продажу речей, що належали Дамеру, зокрема холодильника й знарядь вбивств. Передбачувана виручка мала сягнути мільйона доларів. Ця новина викликала обурення в місті. Була створена ініціативна група Milwaukee Civic Pride, яка зібрала 407 225 доларів, щоб викупити речі до проведення аукціону й знищити їх. Після того, як більшість сімей, які представляв Джейкобсон, погодилися на угоду, речі були викуплені й спалені.

## Список жертв
| Ім'я                | Вік | Дата смерті        |
| ------------------- | --- | ------------------ |
| Стівен Гікс         | 18  | 1978, 18 червня    |
| Стівен Туомі        | 25  | 1987, 20 листопада |
| Джеймс Докстейтор   | 14  | 1988, 16 січня     |
| Річард Герреро      | 22  | 1988, 24 березня   |
| Ентоні Сірс         | 24  | 1989, 25 березня   |
| Рікі Бікс           | 32  | 1990, 20 травня    |
| Едвард Сміт         | 27  | 1990, 14 червня    |
| Ернест Міллер       | 22  | 1990, 2 вересня    |
| Девід Томас         | 22  | 1990, 24 вересня   |
| Кертіс Строутер     | 17  | 1991, 18 лютого    |
| Еррол Ліндсі        | 19  | 1991, 7 квітня     |
| Тоні Г'юз           | 31  | 1991, 24 травня    |
| Конерак Синтасомфон | 14  | 1991, 27 травня    |
| Метт Тернер         | 20  | 1991, 30 червня    |
| Джеремія Вайнбергер | 23  | 1991, 5 липня      |
| Олівер Лейсі        | 24  | 1991, 15 липня     |
| Джозеф Брейдхофт    | 25  | 1991, 19 липня     |

## Джеффрі Дамер у масовій культурі
У кіно
- У 1993 році, ще за життя Дамера, вийшов телевізійний фільм «Таємне життя: Джеффрі Дамер» (Jeffrey Dahmer: The Secret Life) з Карлом Крю в ролі Дамера.
- У фільмі 1995 року «Імітатор» серійний убивця імітує одне з убивств Джеффрі Дамера.
- У 2002 році вийшов біографічний фільм «Кат Дамер» (Dahmer), головну роль у якому зіграв Джеремі Реннер. За цю роль актор був номінований на премію Independent Spirit[38].
- У 2008 році вийшов біографічний фільм «Плекаючи Джеффрі Дамера», знятий за мотивами книги Лайонела Дамера.
- Мультиплікаційний серіал South Park — в епізоді 1011 Джеффрі Дамер виступає як одна з дійових осіб-підручних Сатани.
- У 2010 році був знятий комедійний фільм жахів «Дамер проти Гейсі» про втечу воскреслих Джеффрі Дамера й Джона Гейсі з секретної урядової лабораторії[39].
- У 5 сезоні серіалу «Американська історія жахів» в епізодах «Ніч Диявола» (4 серія) та «Будьте нашим гостем» (12 серія) з'являється Джеффрі Дамер. Роль виконав Сет Гейбл.
- У 2017 році в США було знято фільм «Мій друг Дамер» (англ. My Friend Dahmer) з Росом Лінчем (Ross Lynch) у головній ролі. Режисер Марк Мейєрс. Фільм розповідає про старшу школу, сім'ю та перше вбивство, що скоїв Дамер.
- У 2022 році вийшов серіал від Netflix під назвою «Монстр: Історія Джеффрі Дамера». Головну роль виконав Еван Пітерс.
- У 6 серії 7 сезону мультсеріалу «Рік та Морті», Рік дає Морті пістолет, і пояснює, його дію: "Натисни на курок, і погана людина впаде". Пізніше виявляється, що пістолет буквально стріляє поганими людьми, і з нього "випадає" Джеффрі Дамер.

У літературі
- Джеффрі Дамер у книзі Ренсома Риггза «Дім дивних дітей» зображений «тварюкою».
- Американський письменник Поппі Брайт написав кілька творів, де прототипом або одним з прототипів головного героя виступав Джеффрі Дамер. В одному з найвідоміших його романів — «Вишуканий труп» — використані численні деталі життя Джеффрі Дамера[40][41].

У музиці
- Написана від імені Дамера пісня Slayer «213» (за номером квартири в Мілвокі) з альбому «Divine Intervention». Вокаліст Тому Арая говорив в інтерв'ю: «Джеффрі Дамер знаходив любов до смерті, і я намагався встати на його місце й пережити те, що пережив він. Я хотів відчути сині губи, які він цілував. Я не захоплююся людьми на кшталт Дамера. Я вважаю, що він псих, якого треба було вбити, але заради пісні я хотів стати ним»[42].
- Американський гурт «Macabre» присвятив Дамеру альбом «Dahmer» (2000) та пісню «what's That Smell? (Jeffery Dahmer)» з альбому «Sinister Slaughter».
- Гурт Soulfly випустив пісню «Jeffrey Dahmer» в альбомі Omen (2010)[43].
- У кінці композиції «Exhuming the Infested» гурту Aborted (альбом «Engineering The Dead» (2001)) звучить промова, у якій Дамер приносить співчуття родинам його жертв.
- У мініальбомі Cannibal американської співачки Кеші є пісня «Cannibal», у якій згадується Джеффрі Дамер[44].
- Композиція американського реп-гурту Geto Boys «Murder Avenue» була написана під враженням від вбивств, скоєних Джеффрі Дамером, про що музикантами повідомляється в кінці треку.
- В альбомі «PRISM» американської співачки Кеті Перрі є пісня «Dark Horse» в дуеті з Juicy J, у якій згадується Дамер.
- В альбомі «Everblack» американського дез-метал-гурту The Black Dahlia Murder є пісня «Control», присвячена Дамеру.
- Існує канадський грайндкор-гурт Dahmer, названий на честь Дамера. Ще одна грайндкор-група з Клівленда назвалася Apartment 213 на честь квартири, у якій Дамер здійснив більшість убивств.